# XV dinastia egípcia
A XV dinastia egípcia inicia o denominado Segundo Período Intermediário e foi a dinastia em que os hicsos tomaram o poder no Egito, poder que perdurou até a XVII dinastia.

## História
Por volta do ano de 1640 a.C., não se sabe ao certo como, um grupo de estrangeiros denominados convencionalmente por hicsos (forma grega para uma frase egípcia que denominava governantes de terras estrangeiras) ou por pastores. Após a invasão, os hicsos ascenderam ao trono e fundaram essa dinastia.
Apesar de terem tomado o poder, os hicsos nunca foram totalmente aceitos pelos egípcios e, até a sua derrota na XVII dinastia, foram alvos de muitas rebeliões e guerras civis, sempre apoiadas pela casta sacerdotal. Após o fim desta dinastia, os hicsos perderam a influência sobre o Alto Egito, tendo este um poder e um faraó paralelo sempre oposto aos chassôs, como os egípcios denominavam pejorativamente os hicsos.

## Lista de faraós
Como na maioria das dinastias anteriores a 18ª, a ordem, os nomes e a data de reinados dos soberanos são incertas.
- Salitis
- Xexi
- Caiã – 1620 - 1580 a.C.
- Apófis I – 1580 - 1540 a.C.
- Camudi – 1540 - 1530 a.C.